# Servignat

Servignat este o comună în departamentul Ain din estul Franței.